# جان آلن برون
جان آلن برون (انگلیسی: John Allan Broun؛ زاده ۲۱ سپتامبر ۱۸۱۷ درگذشته ۲۲ نوامبر ۱۸۷۹) یک دانشمند بود. 